# Talimogene laherparepvec
Il Talimogene laherparepvec (abbreviato T-VEC, nome commerciale Imlygic) è un virus oncolitico derivante dall'HSV-1 che viene geneticamente modificato in modo da attaccare le cellule tumorali del melanoma: esso è approvato dalla FDA e dall'EMA nel 2015.
Viene prescritto nei casi di melanoma metastatico senza coinvolgimento di altri organi o non rimovibile chirurgicamente: è in grado di distruggere selettivamente le cellule tumorali, favorendo la reazione immunitaria naturale contro eventuali cellule rimanenti: la somministrazione avviene direttamente nella sede del tumore per iniezione ed è prevista periodicamente per almeno sei mesi.